# Maci Laci a világűrben
A Maci Laci a világűrben (eredeti cím: Galaxy Goof-Ups / Yogi's Galaxy Goof-Ups) 1978 és 1979 között bemutatott amerikai televíziós rajzfilmsorozat, amelynek a rendezői Ray Patterson és Carl Urbano, producere Art Scott. A tévéfilmsorozat a Hanna-Barbera Productions gyártásában készült. Műfaja filmvígjáték-sorozat. Amerikában 1978. szeptember 9. és 1979. szeptember 1. között az NBC vetítette, Magyarországon először a TV2 sugározta hétvégenként a Cartoon Network műsorblokkjában 2002-ben, majd 2017. június 24. és augusztus 12. között megismételte ugyancsak hétvégenként a TV2 Matiné című műsorblokkban.

## Szereplők
| Szereplő               | Eredeti hang    | Magyar hang     |
| ---------------------- | --------------- | --------------- |
| Maci Laci              | Daws Butler     | Konrád Antal    |
| Foxi Maxi              | Daws Butler     | Schnell Ádám    |
| Son                    | Daws Butler     | N/A             |
| Majrés Medve           | Joe Besser      | Forgács Gábor   |
| Hapták Kacsa           | Mel Blanc       | Perlaki István  |
| Snerdley kapitány      | John Stephenson | Kárpáti Tibor   |
| Bikaszarv tábornok     | John Stephenson | Várkonyi András |
| Papa                   | John Stephenson | N/A             |
| Konok Kandúr           | Don Messick     | Varga T. József |
| Űrpók                  | Don Messick     | Rudas István    |
| Drako                  | Ted Cassidy     | N/A             |
| Female Yogi look-alike | Janet Waldo     | N/A             |

További magyar hangok: Albert Péter, Andresz Kati, Bartucz Attila, Cs. Németh Lajos, Csuha Lajos, Faragó András, Gardi Tamás, Halász Aranka, Izsóf Vilmos, Koroknay Géza, Makay Sándor, Megyeri János, Melis Gábor, Mezei Kitty, Mics Ildikó, Seder Gábor, Seszták Szabolcs, Szokolay Ottó, Szűcs Sándor

## Évados áttekintés
| Évad | Évad | Epizódok | Eredeti sugárzás    | Eredeti sugárzás  | Magyar sugárzás | Magyar sugárzás |
| Évad | Évad | Epizódok | Évadpremier         | Évadfinálé        | Évadpremier     | Évadfinálé      |
| ---- | ---- | -------- | ------------------- | ----------------- | --------------- | --------------- |
|      | 1    | 13       | 1978. szeptember 9. | 1978. december 2. | 2002.           | 2002.           |

## 1. évad
| #   | Eredeti cím                   | Magyar cím                   | Eredeti premier      | Magyar premier |
| --- | ----------------------------- | ---------------------------- | -------------------- | -------------- |
| 1.  | The Purloined Princess        | Az elrabolt hercegnő         | 1978. szeptember 9.  |                |
| 2.  | Defective Protectives         | Defektes defenzíva           | 1978. szeptember 16. |                |
| 3.  | Whose Zoo?                    | Kitekert állatkert           | 1978. szeptember 23. |                |
| 4.  | The Space Pirates             | Űrkalózok                    | 1978. szeptember 30. |                |
| 5.  | The Clone Ranger              | Klónozott kapitány           | 1978. október 7.     |                |
| 6.  | The Dopey Defenders           | Banditák a bázison           | 1978. október 14.    |                |
| 7.  | Tacky Cat Strikes Again       | Tacky macska lecsap újra     | 1978. október 21.    |                |
| 8.  | Space Station USA             | Muzeális űrbázis             | 1978. október 28.    |                |
| 9.  | Hail, King Yogi!              | Éljen Maci Laci király!      | 1978. november 4.    |                |
| 10. | Dyno-Mite!                    | Dinamitugrász                | 1978. november 11.   |                |
| 11. | Vampire of Space              | Űrvámpír úr                  | 1978. november 18.   |                |
| 12. | The Treasure of Congo-Bongo   | Congo-Bongo kincse           | 1978. november 25.   |                |
| 13. | Captain Snerdley Goes Bananas | Snerdley kapitány megbanánul | 1978. december 2.    |                |